# 白沢渓谷駅
白沢渓谷駅（しらさわけいこくえき）は、愛知県名古屋市守山区松坂町にある、名古屋ガイドウェイバスガイドウェイバス志段味線（ゆとりーとライン）の停留場である。駅番号はY08。

## 歴史
計画当初の仮称は「松坂駅」であった。
- 2001年（平成13年）3月23日 - 開業[1]。

## 停留場構造
相対式2面2線ホームをもつ高架駅。

### のりば
| のりば | 路線      | 方向 | 行先                           |
| ------ | --------- | ---- | ------------------------------ |
| 1      | ■志段味線 | 下り | 小幡緑地・中志段味・高蔵寺方面 |
| 2      | ■志段味線 | 上り | 大曽根方面                     |

## 利用状況
| 年度                 | 乗車人員(人/日) |
| -------------------- | --------------- |
| 2001年（平成13年度） | 349             |
| 2002年（平成14年度） | 414             |
| 2003年（平成15年度） | 444             |
| 2004年（平成16年度） | 485             |
| 2005年（平成17年度） | 511             |
| 2006年（平成18年度） | 545             |
| 2007年（平成19年度） | 574             |
| 2008年（平成20年度） | 602             |
| 2009年（平成21年度） | 628             |
| 2010年（平成22年度） | 607             |
| 2011年（平成23年度） | 588             |
| 2012年（平成24年度） | 604             |
| 2013年（平成25年度） | 627             |
| 2014年（平成26年度） | 626             |
| 2015年（平成27年度） | 636             |
| 2016年（平成28年度） | 637             |
| 2017年（平成29年度） | 653             |
| 2018年（平成30年度） | 644             |
| 2019年（令和元年度） | 636             |
| 2020年 (令和2年度)   | 487             |
| 2021年 (令和3年度)   | 529             |
| 2022年 (令和4年度)   | 564             |

※ 乗車人員（人/日）は、年度別乗車人員を、その年度の暦日で除したもの（小数点以下四捨五入）

## 停留場周辺
- 白沢渓谷[4]
- 名古屋市立守山北中学校[5]
- 川村南城跡
- 環状2号（名古屋環状2号線・国道302号）
- 竜泉寺街道（愛知県道202号守山西線）

## 隣の停留場
名古屋ガイドウェイバス
■ガイドウェイバス志段味線
川村駅 (Y07) - 白沢渓谷駅 (Y08) - 小幡緑地駅 (Y09)